# Joan Capella
Joan Capella Arenas (n. Moncada y Reixach; 27 de octubre de 1927 – f. 31 de octubre de 2005) fue un pintor y muralista español.

## Biografía
Tras estudiar en el colegio la Salle de Moncada y Reixach, prosigue sus estudios de bachillerato en la academia Agrupación de Doctores y Licenciados, en Barcelona, donde coincide con José Corredor Matheos y Adolfo Marsillach.
En 1945, en plena juventud, es miembro fundador de Tertulia, grupo que hasta su disolución en 1957 dinamiza la vida cultural de Moncada y Reixach y alrededores.
En 1955 contrae matrimonio con M. Pilar Quintana i Vila, con quien tendrá dos hijos, Anna, nacida en 1966 y Marc, en 1967.
Obtiene el primer premio de su carrera en 1953, en Barcelona, al ganar el Premio Santa Dorotea de pintura en la modalidad de paisaje, lo cual le abre las puertas de prestigiosas instituciones catalanas, Real Círculo Artístico o el Ateneo Barcelonés.
Así empieza una numerosa serie de exposiciones, tanto individuales como colectivas, sobre todo en el ámbito catalán, pero también español e internacional.
En 1955 participa en la III Bienal Hispanoamericana de Arte. Y es habitual en los Salones de Mayo que se organizan en la capital catalana en los años cincuenta y sesenta.
A mediados los años setenta pasa a formar parte del grupo de pintores de la galería Syra, en Barcelona, y en 1985 se incorpora a la Sala Dalmau de Barcelona, galería especializada en la Escuela de París. Capella permanece vinculado a ella hasta el final de sus días. Gracias a la Sala Dalmau, pudo conocer de primera mano este movimiento así como a algunos de sus miembros como Juan Alcalde o Javier Vilató.
Entre 1987 y 1990 preside la entidad La Unió de Mas Rampinyo, en Moncada y Reixach.
En 1990, A petición del Ayuntamiento de Moncada y Reixach, comienza su singladura como profesor de pintura en el casal de cultura en colaboración con el departamento de cultura.
Es nombrado hijo predilecto de Moncada y Reixach en 1997, siendo la primera persona a la que se concede dicho privilegio.
En 2002, tras homenajearle en su 75 aniversario, en el pleno del Ayuntamiento de Moncada y Reixach se aprueba, con el beneplácito de todos los grupos municipales, la aceptación de un fondo de arte con parte de la obra del artista, con el compromiso de mantener su unidad, conservarlo, exhibirlo y promocionarlo.
Con dichas finalidades primordiales, pero también con el objetivo de fomentar la educación, la cultura y el arte, a principios de 2008 comienza su camino la Fundación Joan Capella.
Joan Capella muere el 31 de octubre de 2005, recién cumplidos los 78 años.
En 2006 se le dedica una calle en su ciudad natal.

## Obra
Desde el principio su trayectoria artística revela diversas influencias: Cézanne, Rouault, Picasso, Benjamín Palencia, Francisco Bores, Ortega Muñoz, Zabaleta; todos se reflejan visiblemente en su pintura sin llegar a someterla.
A partir de estos maestros, Joan Capella consigue un estilo propio, una manera de hacer disfrazada de aparente sencillez. En sus obras, el tratamiento preciso del color y la equilibrada composición de las formas transforman una realidad que, a través de su serena mirada, deviene silenciosa armonía.
La obra de Joan Capella ha sido glosada por numerosos críticos de arte y personalidades relevantes del mundo de la cultura entre los que destacan: Àngel Marsà, Alberto del Castillo, Rafael Manzano, Néstor Luján, Rafael Santos Torroella, Joan Perucho, Daniel Giralt-Miracle, Juan Ramón Masoliver, Francesc Galí, Arnau Puig, Jaume Socias, Josep Maresma i Pedragosa, Francesc Draper, Conxita Oliver, José Corredor-Matheos, Josep Maria Cadena, Juan Antonio Masoliver Ródenas, Ramon Casalé, Maria Palau o Àlex Mitrani.

## Exposiciones
Hasta diciembre de 2012, Joan Capella ha participado en un centenar de exposiciones, 40 individuales y más de 60 colectivas en ferias y galerías de ciudades como Barcelona, París, Madrid, Chicago, Tokio, Sevilla, Santiago de Compostela o Buenos Aires entre otras.
Algunos de los premios obtenidos por Joan Capella son la Mención de Honor del Premio Montcada de pintura, el primer premio de pintura del ayuntamiento de Montmeló de 1956, la Mención de Honor del I Premio de Pintura del Ayuntamiento de Granollers. el primer premio, ex aequo con Ignasi Mundó, en el III Concurso de Pintura Ciudad de Terrassa de 1961 o la Medalla de Plata en el XXIII Salón de Béziers, Francia, en 1979.

### Principales exposiciones
- 1950 Salón de octubre, Barcelona.
- 1957 Ateneo, Madrid.
- 1960 Spanish contemporary painting, Chicago.
- 1963 Salón de Otoño, Grand Palais, París.
- 1971 1.er Rencontre international d’hommage à Picasso, Vallauris.
- 1972 Galería del grupo Uniarte, Palma de Mallorca.
- 1975 SYRA, Galeries d’Art, Barcelona.
- 1977 Galería del grupo Uniarte, Madrid.
- 1985 Sala Dalmau, Barcelona.
- 1986 Fundación Fortabat-Lacroze, Buenos Aires.
- 1987 Galerie Alfe, El Havre.
- 1990 Galería El Cisne, Madrid.
- 1991 Tokio International Art Show, Tokio.
- 1992 Galerie Jean Pierre Joubert, París.
- 1995 Galería Arboreda, Santiago de Compostela.
- 2000 Galería Arboreda, Ferrol, La Coruña.
- 2002 Exposición-homenaje en el Auditorio Municipal de Moncada y Reixach, Organizada por el Ayuntamiento de Moncada y Reixach.
- 2004 25 anys de galeria, Sala Dalmau, Barcelona. Esta exposición fue galardonada con el premio de la ACCA (Asociación Catalana de Crítica de Arte) a la mejor exposición del año.
- 2002 Galería Rusiñol, San Cugat del Vallés, Barcelona.
- 2005 Saló de maig, Galería Anquin’s, Reus, Tarragona.
- 2006 Galería Isabel Ignacio, Sevilla.
- 2007-08 El dibuix i Joan Capella. Exposición itinerante por toda Cataluña centrada en sus dibujos.
- 2012 París à l’horizon. Centre d'Études Catalanes – Universidad de París – La Sorbona, París.
  - Se presentan en Moncada y Reixach 3 exposiciones simultáneas con motivo de la pubilicación del libro Joan Capella, la modernitat propera / Joan Capella la modernidad cercana:
    - La Vocació, Casa de la Vila, Moncada y Reixach
    - La maduresa, Auditorio, Moncada y Reixach.
    - La intimitat, Kursaal, Moncada y Reixach.

## Pintura mural
- 1959 Mural de la capilla del santísimo de la iglesia de Santa Engracia, en Moncada y Reixach.
- 1968 Mural en la casa del ciclista Miguel Poblet, en Moncada y Reixach.
- 1992 Mural en el colegio La Salle, en Moncada. Moncada y Reixach.
- 1996 Mural en la sede de La Unió, en Mas Rampinyo, con motivo del 75.º aniversario de la entidad, en Moncada y Reixach.
- 2003 Mural en el Ayuntamiento de Moncada y Reixach, con la ayuda de sus colaboradores Pedro Gómez y Pedro Rubio. El documental Alenar del realizador Juan Alba recoge el proceso de elaboración del mismo.

## Libros ilustrados
- 1989 Racons d’enyor, poemas de Elisa Riera i Capdevila, editado por el Ayuntamiento de Sardañola del Vallés, Barcelona.
- 1995 Llibre de poemes, poemas de Pere Llorens i Osta, poeta muerto en Moncada en 1956.
- 1997 Cànem, Poemas de Elisa Riera y Jordi Capdevila, editado por el Ayuntamiento de Moncada y Reixach.
- 1998 Tramat, Poemas de Jordi Capdevila y Elisa Riera.